# Live in Italy (album, Lou Reed)
Live In Italy je koncertní album amerického zpěváka a kytaristy Lou Reeda, dřívějšího člena The Velvet Underground, vydané v roce 1984.

## Seznam skladeb
Všechny skladby napsal Lou Reed pokud není uvedeno jinak.

### Strana 1
1. "Sweet Jane" (3:46)
2. "I'm Waiting for My Man" (4:00)
3. "Martial Law" (4:06)
4. "Satellite of Love" (5:06)

### Strana 2
1. "Kill Your Sons" (5:35)
2. "Betrayed" (3:05)
3. "Sally Can't Dance" (3:24)
4. "Waves of Fear" (3:16)
5. "Average Guy" (2:54)

### Strana 3
1. "White Light/White Heat" (3:10)
2. "Some Kinda Love/Sister Ray" (Reed, John Cale, Sterling Morrison, Maureen Tucker) (15:30)

### Strana 4
1. "Walk on the Wild Side" (4:28)
2. "Heroin" (8:34)
3. "Rock & Roll" (6:10)

## Obsazení
- Lou Reed - kytara, zpěv
- Fred Maher - bicí
- Robert Quine - kytara
- Fernando Saunders - baskytara